# پوناه (کشتی)
پوناه (کشتی) (به انگلیسی: Poonah (ship)) یک کشتی است. این کشتی  در سال ۱۸۶۷ ساخته شد.